# Magnus Lagerlöf
Magnus Lagerlöf, född 21 april 1864 i Filipstad, död 1950, var en svensk musikdirektör.
Magnus Lagerlöf var son till rektorn Bengt Leonard Christian Lagerlöf, och kusin till Erland Lagerlöf. Han studerade musik för olika lärare i Sverige, innan han 1904 utvandrade till Australien och blev organist vid svenska kyrkan i Melbourne. 1926 blev han associerad medlem av Musikaliska akademien, och var även medlem av Guild of Australian Composers, The Musical Society of Melbourne med flera musikaliska sällskap. Lagerlöf skrev ett stort antal kantater, sånger och musikstycken för violin och cello.